# أخيضر بورتوريكي
أخيضر بورتوريكي (الاسم العلمي:Vireo latimeri) (بالإنجليزية: Puerto Rican Vireo)‏ هو نوع من الطيور يتبع جنس الأخيضر من الفصيلة الأخيضرية.